# Eva Lichtenberger
Evelin (Eva) Lichtenberger (Zams, 1 juli 1954) is een Oostenrijkse politica, die sinds 2004 in het Europees Parlement zit.

## Opleiding en werk
Lichtenberger studeerde aan de Pedagogische Academie in Innsbruck (1972-1974) en ging aan het werk als onderwijzer. Ze studeerde daarnaast psychologie en kunstgeschiedenis (1975-1982) en politieke wetenschappen (1982-1987) aan de universiteit van Innsbruck. Ze behaalde in 1987 haar Ph.D..
Vanaf het midden van de jaren tachtig was Lichtenberger politiek actief. Ze was woordvoerster van een actieorganisatie voor schone lucht in Hall. Ze werd in 1989 lid van de Tirolse Landdag.
Van 1994 tot 1999 was ze namens de Groenen minister in de Landesrat en vervolgens van 1999 tot 2004 lid van de Nationale Raad, het Oostenrijks parlement. In 2004 werd Lichtenberger lid van het Europees Parlement, waar ze met Ulrike Lunacek de fractie van De Groenen/Vrije Europese Alliantie vormt.